# Macrocephenchelys brachialis
Macrocephenchelys brachialis és una espècie de peix pertanyent a la família dels còngrids.

## Descripció
- Pot arribar a fer 50 cm de llargària màxima.[2][3]

## Hàbitat
És un peix marí i batidemersal que viu fins als 672 m de fondària.

## Distribució geogràfica
Es troba al Pacífic occidental central: entre Borneo i Cèlebes.

## Observacions
És inofensiu per als humans.